# Meurtre de Jacob Wetterling
 (septembre 2023).

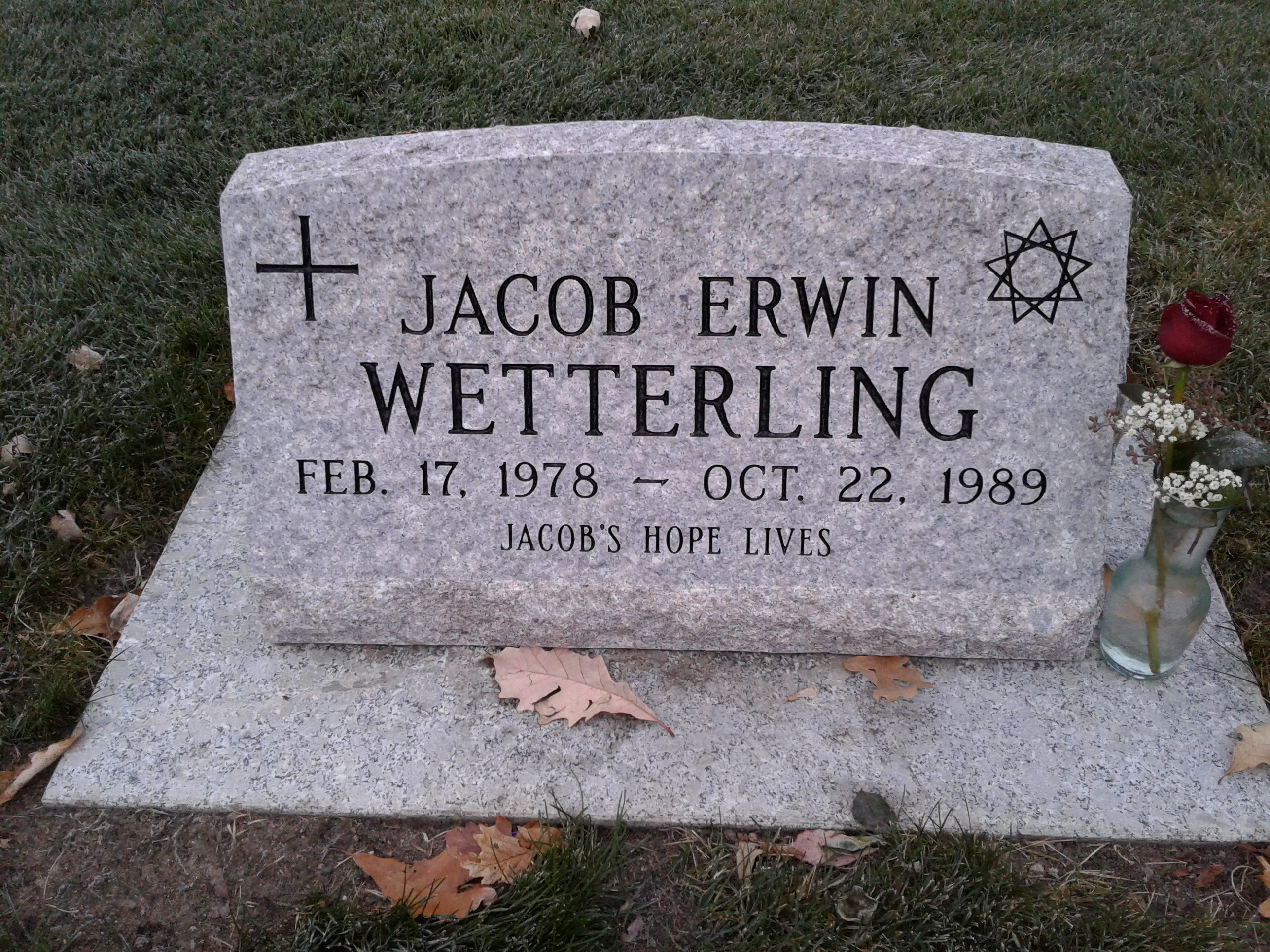
La tombe de Jacob Wetterling.

Jacob Erwin Wetterling (17 février 1978 - 22 octobre 1989) était un garçon américain, originaire de St. Joseph, dans le Minnesota. Il a été kidnappé et assassiné le 22 octobre 1989, à l'âge de 11 ans. Pendant 27 ans, son enlèvement est resté non-élucidé.
Le 1er septembre 2016, le Minnesota Bureau of Criminal Apprehension (BCA) (Bureau d'appréhension criminelle du Minnesota) a découvert des ossements humains dans un pâturage près de Paynesville, à environ 48 km du lieu de l'enlèvement. Le 3 septembre, la famille de Jacob a annoncé que les ossements étaient les siens et que les forces de l'ordre avaient confirmé l'identification grâce aux dossiers dentaires,. L'emplacement des ossements avait été révélé par Danny Heinrich, suspect de longue date dans l'enlèvement d'un autre garçon de 12 ans, Jared Scheierl, dans la ville voisine de Cold Spring. Le 6 septembre 2016, Heinrich a avoué avoir kidnappé et assassiné Jacob Wetterling, ainsi qu'avoir agressé sexuellement Jared Scheierl.

## L'enlèvement

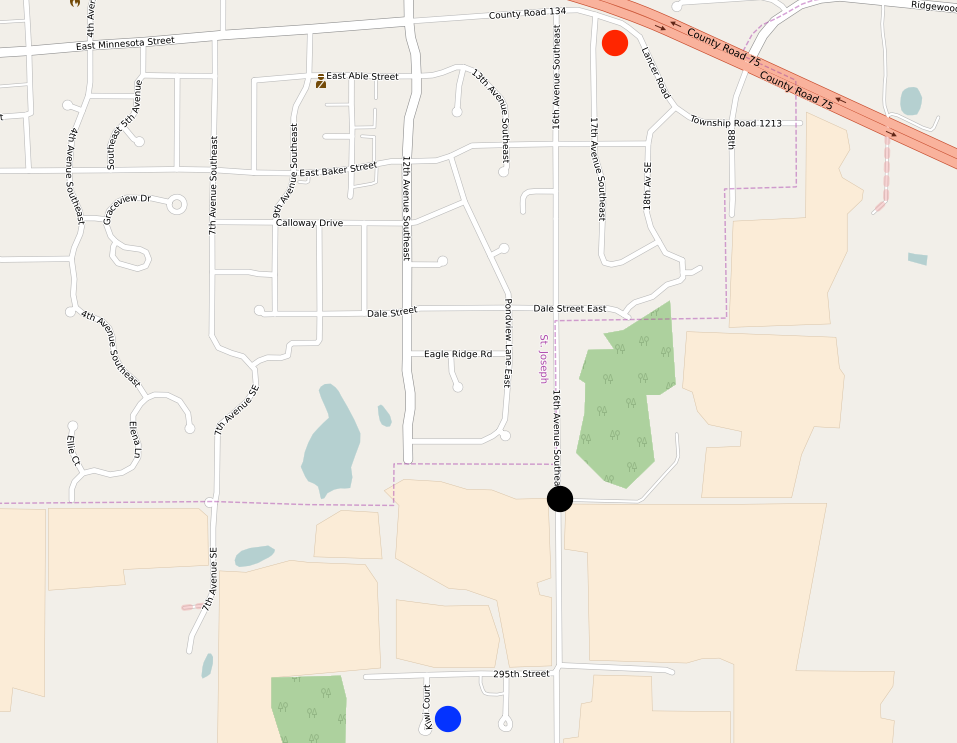
- Point rouge : épicerie
- Point noir : lieu de l'enlèvement
- Point bleu : maison de Jacob Wetterling

Le dimanche 22 octobre 1989, juste après 21h, Jacob Wetterling (11 ans), son frère Trevor (10 ans) et leur ami Aaron Larson (11 ans), rentraient chez eux à vélo après avoir loué une cassette vidéo et acheté des snacks à l'épicerie Tom Thumb de St. Joseph. Danny Heinrich, portant une cagoule et armé d'un revolver déchargé, a surgi d'une allée et a ordonné aux garçons de jeter leur vélos dans un fossé et de s'allonger au sol face contre terre. Il leur a ensuite demandé leur âge. Il a dit à Trevor de courir vers une zone boisée à proximité et de ne pas se retourner sous peine d'être abattu. Il a ensuite demandé à voir les visages des deux garçons restants. Il a choisi Jacob et a dit à Aaron de fuir, le menaçant comme il avait menacé Trevor. C'est la dernière fois que Jacob a été vu vivant par quelqu'un d'autre que son ravisseur.

## L'enquête policière
Le 13 janvier 1989, environ 9 mois avant l'enlèvement de Jacob, Jared Scheierl, 12 ans, a été enlevé, agressé sexuellement et menacé physiquement par un homme adulte non-identifié. La déclaration de la victime a démontré que le mode opératoire était le même que dans l'affaire Wetterling : l'auteur, identifié plus tard comme Danny Heinrich, a utilisé un revolver et, au moment de relâcher Jared, lui a dit de courir et de ne jamais se retourner sous peine d'être abattu. Cette agression s'est produite à 16 km de l'endroit où Jacob a été enlevé.

## Le suspect
En mai 2014, les enquêteurs ont confirmé qu'ils réexaminaient une série de tentatives d'agressions et d'agressions d'enfants qui avaient eu lieu dans la région de Paynesville dans les deux ans précédant l'enlèvement de Jacob. Entre l'été 1986 et le printemps 1987, cinq adolescents avaient été agressés, mais personne n'a jamais été arrêté. Les autorités ont interrogé à nouveau certaines des victimes et ont travaillé avec le blogueur qui avait révélé cette information. Après plusieurs mois de recherches et d'interrogatoires de certaines victimes, les enquêteurs ont conclu que ces agressions n'étaient pas le fruit du hasard et que le coupable pouvait être lié à l'enlèvement de Jacob, qui avait eu lieu à seulement 40 minutes des autres agressions.

### Danny James Heinrich
En octobre 2015, Danny James Heinrich a été nommé publiquement comme suspect dans la disparition de Jacob Wetterling. Il avait été interrogé par le FBI le 16 décembre 1989 et un échantillon de son ADN avait été prélevé, mais il n'a pas été accusé et a été relâché,. En 2015, une correspondance entre son ADN et celui prélevé dans le cadre de l'affaire Jared Scheierl a été établie. Le délai de prescription ayant été atteint pour l'enlèvement de Jared Scheierl, Heinrich ne pouvait donc être inculpé et arrêté pour ce crime. Un mandat de perquisition a été délivré et du contenu pédopornographique a été retrouvé chez Heinrich, menant à son arrestation le 28 octobre 2015,,.

### Négociation de peine et découverte des ossements
Heinrich a décidé de coopérer avec les autorités dans le cadre d'une négociation de peine et a conduit les enquêteurs à un lieu d'inhumation le 1er septembre 2016. Les vêtements et les restes de Jacob ont été déterrés dans un pâturage près de Paynesville, à environ 48 km de la maison des Wetterling et du lieu de l'enlèvement, et à une courte distance de l'endroit où Heinrich vivait en 1989. Le 3 septembre, les restes ont été identifiés comme étant ceux de Jacob grâce à ses dossiers dentaires. Sa mère, Patty Wetterling, a déclaré sur KARE11, une chaîne du groupe NBC :  « Tout ce que je peux confirmer, c'est que Jacob a été retrouvé et que nos cœurs sont brisés. Je ne répond à aucun média pour le moment puisque je n'ai pas de mots. »,,.
Dans le cadre de la négociation de peine, Heinrich a accepté de plaider coupable d'un seul des 25 chefs d'accusation fédéraux de pédopornographie retenus contre lui. En plus de révéler l'emplacement du corps et de plaider coupable, il a également accepté de témoigner sur les détails du meurtre de Jacob. Lors d'une audience devant le juge John Tunheim du tribunal fédéral du district du Minnesota, Heinrich déclare avoir enlevé et menotté le garçon, l'avoir conduit dans une gravière près de Paynesville, avoir abusé de lui, l'avoir tué puis enterré. Il déclare aussi qu'il a réussi à échapper à la police cette nuit-là en écoutant une radio de la police,. Il indique être retourné sur les lieux un an plus tard pour déplacer le corps après s'être rendu compte que la veste de Jacob se voyait sous la terre. Il admet également le kidnapping et l'agression sexuelle de Jared Scheierl plus tôt cette même année.
En échange du plaidoyer de Heinrich, les procureurs ont accepté de ne pas l'inculper du meurtre de Jacob Wetterling. Conformément à cet accord, Heinrich a été condamné à un maximum de 20 ans de prison pour possession de contenu pédopornographique. De plus, l'accord permettra également aux autorités de demander son internement civil en tant que prédateur sexuel à la fin de sa peine, ce qui pourrait l'empêcher de recouvrer la liberté. Lors de la condamnation de Heinrich, le juge Tunheim a déclaré : « Nous ne prétendrons pas que ce crime et cette condamnation concerne la pédopornographie. Il s'agit aussi de changer les vies de tant d'enfants et de parents qui ont priés pour le retour de Jacob, et qui ont aussi craint que vous ne sortiez de l'ombre... Tous les enfants connaissent l'histoire de Jacob Wetterling. Vous avez volé l'innocence des enfants des petites villes et des villes du Minnesota et au-delà. »
Bien qu'Heinrich pourrait être relâché 17 ans après le début de sa peine, le juge Tunheim lui a dit que cela était peu probable, puisque « ce crime est si odieux, si brutal et si horrible qu'il est peu probable que la société vous laisse un jour en liberté. ».
En janvier 2017, Heinrich a été transféré au Federal Medical Center de Devens, une prison fédérale du Massachusetts, pour purger sa peine de 20 ans.

## Retombées
Quatre mois après l'enlèvement de Jacob, ses parents, Jerry et Patty Wetterling, ont fondé la Fondation Jacob Wetterling, un groupe de défense de la sécurité des enfants. En 1994, la loi fédérale Jacob Wetterling a été adoptée et nommée en l'honneur de Jacob. Il s'agit de la première loi à instituer un registre des délinquants sexuels au niveau de l'État. Cette loi a été modifiée à plusieurs reprises, notamment par la loi Megan en 1996 et la loi Adam Walsh sur la protection et la sécurité des enfants en 2006.
En 2008, la fondation est devenue le Jacob Wetterling Resource Center.
Le Pont de l'Espoir (Bridge of Hope), qui traverse le Mississippi près de St. Cloud, est nommé en l'honneur de Jacob.